# Laleh Bakhtiar
Laleh Mehree Bakhtiar (nacida como Mary Nell Bakhtiar; 29 de julio de 1938-18 de octubre de 2020) fue una erudita, autora, traductora y psicóloga islámica y sufí iraní-estadounidense .   Produjo una traducción de género neutral del corán, The Sublime Quran, y desafió el status quo de la palabra árabe daraba, tradicionalmente traducida como "golpear", una palabra que se ha utilizado como justificación inhernete del abuso de las mujeres musulmanas.

## Educación
Nacida Mary Nell Bakhtiar, de madre estadounidense y padre iraní, en Teherán. Bakhtiar creció en una familia cristiana, junto a dos hermanas mayores y su madre entre Los Ángeles y Washington D. C. En Washington se convirtió al catolicismo a los ocho años. Su madre, Helen Jeffreys Bakhtiar, sin embargo, era presbiteriana de Idaho. Mientras visitaba a su madre, en Isfahán, Bakhtiar no se sentida unida a la identidad del nombre "Mary Nell". Helen Bakhtiar sugirió al jefe tribal de Bakhtiari, Yahya Khan, otorgar a Mary Nell un nombre persa, quien le dio el nombre "Laleh" en 1957, que pasó a utilizar como nombre profesional. En Cambridge, Massachusetts, a la edad de 19 años, conoció al filósofo iraní Seyyed Hossein Nasr, quien la animó a seguir el Islam de manera personal y académica. Bakhtiar en ese entonces era "una persona cristiana sin ninguna denominación en particular" tras alejarse del catolicismo. Bakhtiar realizó una licenciatura en Historia de Chatham College y se graduó en 1960. A los 26 años, se mudó a Irán para estudiar sufismo y árabe coránico en la Universidad de Teherán.

## Carrera
Bakhtiar escribió y tradujo un total de más de 150 libros sobre el Islam, incluidos The Sense of Unity, The Sublime Quran y Sufi Expressions of the Mystic Quest. También fue presidenta del Instituto de Psicología Tradicional e Investigadora en residencia en Kazi Publications. En 1988, recibe su doctorado por la Universidad de Nuevo México en Psicología Educativa. Se mudó a Chicago en 1992 y fue Consejera Certificada a nivel nacional.

### The Sublime Quran
La traducción del Corán, realizada por Bakhtiar, The Sublime Quran, se publicó en 2007. Bakhtiar pretende incluir la perspectiva femenina y admitir significados alternativos a los términos ambiguos u objeto de debate académico. Por ejemplo, traduce kāfirūn como "aquellos que son desagradecidos", en lugar de "incrédulos" o "infieles", como aparecía en otras traducciones comunes. En el capítulo 4, versículo 34, que contempla cómo los esposos deben tratar a las esposas rebeldes, Bakhtiar traduce la palabra árabe daraba como "vete", en lugar de "golpear" o "agredir". Bakhtiar creía que estas traducciones fomentarían el entendimiento entre comunidades musulmanas y no musulmán.

## Vida personal
Bakhtiar se casó el arquitecto iraní Nader Ardalan, en 1960, siendo cristiana sin denominación; finalmente se convirtió al Islam en 1964. En 1988, regresó a los EE. UU. Se mudó a Chicago en 1992. Murió el 18 de octubre de 2020, en Chicago, a causa del síndrome mielodisplásico.

## Familia
Bakhtiar tuvo tres hijos, Mani Helene (Farhadi), Iran Davar y Karim Ardalan. Iran Davar, es autora, periodista y fundadora de IVOW, empresa asociada con el Instituto de Psicoética Tradicional y Orientación en el Desarrollo Conversacional de la Inteligencia Artificial (AI), basada en los registros escritos de Bakhtiar.
La madre de Bakhtiar, Helen Jeffreys Bakhtiar, fue trabajadora sanitaria en Irán durante la década de 1950 y honrada por la tribu nómada Bakhtiari, quienes nombraron una montaña en su honor.

## Reconocimientos
En mayo de 2016, Bakhtiar recibió el premio Lifetime Achievement Award por la Fundación Mohammed Webb, con sede en Chicago.
El noviembre de 2020, Daisy Khan, fundadora de WISE, otorgó a Bakhtiar el premio Lifetime Achievement Award.

## Crítica
El director de la Sociedad Islámica de América del Norte (Canadá), Mohammad Ashraf, dijo que no permitiría que The Sublime Quran se vendiera en la librería de la sociedad a la institución. Su oposición se basó en el hecho de que Bakhtiar, entre otras cosas, no había realizado sus estudios en una institución musulmana acreditada. "Esta traducción afín a las mujeres estará fuera de lugar y no volará demasiado lejos", comentó. "A las mujeres se les ha dado un lugar muy bueno dentro del Islam".
Khaled Abou El Fadl, profesora de derecho islámico de la Universidad de California, Los Ángeles (UCLA), dijo que "tiene reputación como editora, no [como] una erudita islámica" y que tres años de árabe clásico no eran suficientes. El Fadl también "está preocupado por un método de traducción que se basa en diccionarios y otras traducciones al inglés". Bakhtiar se opuso a los dictámenes sobre su trabajo, "La crítica está [allí] porque soy una mujer". Argumentando que otros traductores conocidos no eran considerados eruditos islámicos.

## Legado
En diciembre de 2009, el novelista estadounidense Dave Eggers recomendó El sublime Corán en Oprah.com. Eggers dijo: "Me abrió a la belleza de la fe de una forma que ninguna interpretación del texto había logrado antes". Y, por supuesto, en el libro se encuentra, muy claramente, la dedicación del Islam a la justicia social, a la paz y a los menos afortunados".
El príncipe jordano Ghazi Bin Muhammad aprobó la interpretación del Corán de Bakhtiar. La autora Reza Aslan también elogió la traducción y dijo: "Por primera vez, una mujer ha podido volver a abordar las Escrituras desde un punto de vista diferente, produciendo así una traducción neutral en cuanto al género que es mucho más consistente con el mensaje y el espíritu de la Corán que cualquier traducción anterior".
Scott Alexander, catedrático de estudios católico-musulmanes en la Unión Teológica Católica, declaró: "Sus contribuciones al estudio del Islam en Occidente han sido en una impresionante variedad de diferentes capacidades y han resultado en un legado que es verdaderamente monumental. Como El autor, el Dr. Bakhtiar ha escrito una serie de libros que se destacan como hitos en los escritos de los maestros sufíes y especialmente de las mujeres sufíes a finales del siglo XX y principios del XXI/principios del XV".
Shaida Khan, directora ejecutiva de Domestic Harmony Foundation, una organización sin fines de lucro que trabaja contra la violencia doméstica dentro de las comunidades musulmanas del Medio Oriente y del sur de Asia, declaró: "... como académica, se la considera una persona culta y meritoria en los anales de la literatura islámica. Es una persona ejemplar, particularmente para las mujeres que han sido víctimas de la violencia doméstica, y también un referente para todas las mujeres musulmanas".
Ingrid Mattson, ex-presidenta de la Sociedad Islámica de América del Norte y profesora de Estudios Islámicos en el Seminario de Hartford, al reflexionar sobre el trabajo de la vida de Bakhtiar, dijo: "¿Qué podría ser más bienvenido que un análisis de la vida de una mujer musulmana que no es ni una víctima silenciosa de la opresión, esperando ser salvada por una revolución secular, ni apologista de una ideología equivocada, sino una mujer inteligente de fe e integridad? Algunas de sus experiencias parecen exóticas para el estadounidense típico, sus valores y principios no lo son".
Marcia Hermansen, directora del Programa de Estudios del Mundo Islámico y profesora del Departamento de Teología de la Universidad Loyola de Chicago, dijo: "Una de las cosas que más me llama la atención sobre la traducción [Sublime Quran] es cómo se recibe en la comunidad musulmana "mainstream" – al menos en América del Norte, hizo que fuera menos aceptable o incluso inaceptable que los líderes de la comunidad musulmana simplemente repitieran interpretaciones misóginas".